# Popis hrvatskih veleposlanika u Pakistanu
Republika Hrvatska i Islamska Republika Pakistan održavaju diplomatske odnose od 20. srpnja 1994. Sjedište veleposlanstva je u Teheranu.

## Veleposlanici
Hrvatska nema rezidentno veleposlanstvo u Pakistanu. 
Veleposlanstvo Republike Hrvatske u Islamskoj Republici Iran pokriva Islamsku Republiku Pakistan.
| Veleposlanik     | Postavljenje       | Opoziv              | Sjedište  |
| ---------------- | ------------------ | ------------------- | --------- |
| Marjan Kombol    | 15. svibnja 1995.  | 1. siječnja 1998.   | Islamabad |
| Tomislav Bošnjak | 27. kolovoza 1998. | 31. listopada 2000. | Teheran   |
| Marjan Kombol    | 3. rujna 2003.     | 30. lipnja 2007.    | Teheran   |
| Esad Prohić      | 4. veljače 2008.   | 1. listopada 2012.  | Teheran   |
| Stribor Kikerec  | 8. rujna 2014.     |                     | Teheran   |

## Vanjske poveznice
- Pakistan na stranici MVEP-a